# Odeya
Odeya Azoulay, nota semplicemente come Odeya (in ebraico אוֹדֶיָּה אזולאי‎?; Bat Yam, 19 aprile 2001), è una cantante israeliana.

## Biografia
Nata e cresciuta a Bat Yam in una famiglia religiosa di origini marocchine, Odeya ha iniziato a scrivere e comporre musica all'età di 15 anni. Ha esordito nell'industria discografica col singolo Ha'ahava shlanu (2019) ed è salita alla ribalta col successo radiofonico e digitale Or (2020); entrambi i brani hanno anticipato l'uscita dell'album in studio Or (2021).
È ritornata sulle scene musicali col secondo disco Ha'amet, uscito nel marzo 2023; il disco contiene l'estratto omonimo, che ha segnato la sua prima top ten nella Mako Hit List. È stato poi presentato il successo Intelecto'ars, il cui testo provocatorio è stato oggetto di dibattito, diventato anche il suo primo ingresso nella top 5 nazionale. Ha ricevuto il premio ACUM alla scoperta dell'anno.
Come conseguenza dell'attacco di Hamas del 7 ottobre 2023 Odeya ha iniziato a registrato diversi brani che affrontano il tema della guerra, tra cui Choref 23, un duetto col rapper E-Z giunto in top ten in hit parade e tratto dal primo EP Harvot barzel. Hadam shli (2024), una collaborazione con Sheshon Ifram She'olov, è diventata la sua ennesima entrata all'interno dei primi dieci posti.
Ha conseguito la sua prima numero uno con la hit Tzmud tzmud, diffusa nell'aprile 2024 e incisa assieme a Omer Adam e ShrekDiMC. Nello stesso mese è stata inclusa nella lista annuale degli under 30 di Forbes Israel ed è stata riconosciuta col premio AMI. Anche il singolo Am ata shli (2024) ha registrato ottimo successo. Qualche mese più tardi è stato messo in commercio un terzo disco di inediti, dal titolo Yalda shel amona, ed è andata in tournée con Osher Cohen negli Stati Uniti d'America.
Odeya ha reso disponibile per il consumo il suo secondo EP Kel halchanim nigmeru nel marzo 2025. Et le yudat kma shani ohev otech (2024) è anche diventato un successo nei primi mesi dell'anno, raggiungendo il podio della Mako Hit List. Lo stesso esito è stato replicato dalle hit Chulamet e Reshimat kaniot (2025), che sono entrambe giunte in cima.
Nell'aprile 2025 ha annunciato due concerti da svolgersi nel mese di luglio alla Menora Mivtachim Arena, che hanno registrato il tutto esaurito in meno di due ore; dopo l'interesse mostrato dal pubblico, la cantante ha aggiunto una terza data presso il palazzetto.

## Discografia

### Album in studio
- 2021 – Or
- 2023 – Ha'amet
- 2024 – Yalda shel amona

### EP
- 2023 – Harvot barzel
- 2025 – Kel halchanim nigmeru

### Singoli
- 2019 – Ha'ahava shlanu
- 2020 – Rek shiyishe'er
- 2020 – Or
- 2020 – Meh ashiv lech
- 2021 – Kfi'im
- 2021 – Havita lechzor
- 2021 – In uti yoter
- 2021 – Nitzentzim
- 2021 – Al meh banim hoshvim balila (con Doli & Penn)
- 2021 – Meh itch aba
- 2021 – Am hayati tzriha
- 2022 – Tishbor lei tellev
- 2022 – Sihavu uti kaha
- 2022 – Ohevet otech bit'ot (solo o con Osher Cohen)
- 2022 – Bimim hahem
- 2022 – Intelecto'ars
- 2022 – Begalelech (con Osher Cohen)
- 2022 – Ha'amet (con Roei Adam)
- 2022 – Hachi'im shli acharich (solo o con Yonatan Kalimi)
- 2022 – Maami (con Noa Kirel)
- 2023 – Balilot (con Offer Nissim)
- 2023 – Oli hapa'am (con Idan Raichel)
- 2023 – Rek otech ahavti
- 2023 – Hozer al atzmu
- 2023 – Tzipur midber
- 2023 – Psikulogit
- 2023 – Nesiha shli (con Ivri Lider)
- 2023 – Hazug hamlachuti
- 2023 – Intelecto'arsit
- 2023 – Stai/Ata shli
- 2023 – Hamu'abet ha'achron (con Roei Adam)
- 2023 – Choref 23 (con E-Z)
- 2024 – Hadam shli (con Sheshon Ifram She'olov)
- 2024 – Politika
- 2024 – Am ata shli
- 2024 – Tzmud tzmud (con Omer Adam e ShrekDiMC)
- 2024 – Ravot hadrachim/Osha lei tzrot (con Eden Hason e Daniel Salomon)
- 2024 – Begalgol haba
- 2024 – Oved bechper
- 2024 – Lila tov
- 2024 – Ben adam
- 2024 – Hatov hara ve'udia (con E-Z e Liad Meir)
- 2024 – Hitrag'ot
- 2024 – Et le yudat kma shani ohev otech
- 2024 – Mi ohev otech yoter memani
- 2025 – Rokdet mul kolam (con Ivri Lider)
- 2025 – Shanal ezolai
- 2025 – Prafrim
- 2025 – Sipuri tzdikim (con Ben Zur)
- 2025 – Meh hayat mishena bi
- 2025 – Yen vepasta
- 2025 – Chulamet
- 2025 – Reshimat kaniot (con Ness & Stilla)
- 2025 – Odlita (con Noya Chekoral)
- 2025 – Pafi
- 2025 – Alis

## Tournée
- 2024 – USA Tour (con Osher Cohen)

## Filmografia
- Roni ve Tum – serie TV, 3 episodi (2024)